# Desire (zespół muzyczny)
Desire – zespół muzyczny z Portugalii, grający doom/death metal, powstały w 1994 roku. Jego teksty oscylują wokół smutku, cierpienia, miłości i śmierci.

## Muzycy

### Obecny skład zespołu
- Tear – wokal
- Mist – gitara
- Temptest – gitara basowa
- Flame – perkusja
- Ashes – instrumenty klawiszowe

## Dyskografia
- Advanced Tracks 95 (1995) – demo
- Infinity... A Timeless Journey Through an Emotional Dream (1996)
- Pentacrow... Misanthropic Tragedy (1998) – EP
- Locus Horrendus – The Night Cries of a Sullen Soul... (2002)
- Live at Fnac Colombo Lisbon Portugal 09-30 (2002) – bootleg
- Crowcifix (2009) – EP